# Homo zappiens
Homo zappiens, även Homo zapiens, är en benämning på personer födda på 1980-talet eller senare och som är uppväxta med TV, filmer, TV-spel och Internet. Ordet kommer från att personerna gärna gör fler saker samtidigt, som titta på TV, lyssna på musik och prata eller chatta med sina kompisar. Den vuxna generationen brukar klaga på att Homo zappiens inte kan koncentrera sig, de saknar disciplin, de är hyperaktiva och saknar respekt för sin omgivning.
Wim Veen, professor vid Delft University of Technology i Nederländerna, har intervjuat barn för att se hur mycket de kan redogöra för TV-programmen när de zappat mellan flera samtidigt. Det visade sig att zappandet inte var slumpmässigt utan det var planerat och de kunde redogöra för programmen på ett fullgott sätt.
Han menar vidare att Homo zappiens inte lär sig saker som den äldre generationen utan de tittar gärna och letar efter symboler och färger och gärna skannar informationen. De läser inte heller böcker nödvändigtvis från början till slut.
Homo zappiens anspelar på ordet Homo sapiens.
Homo Zapiens är också titeln på den engelska översättningen av Viktor Pelevins roman Generation «П» från 1999.